# Mordvinci
Mordvinci jsou národem hovořícím mordvinskými jazyky (erzja a mokša), patřícími do finsko-volžské větve ugrofinské jazykové rodiny. Méně než jedna třetina Mordvinců žije v republice Mordvinsko, která je součástí Ruské federace. Zbytek populace žije například v Penzenské oblasti, Samarské oblasti, Orenburské oblasti, Nižněnovgorodské oblasti, dále pak v Tatarstánu, na Sibiři, či v Arménii. Od padesátých let 20. století se počet Mordvinců a znalost jejich rodných jazyků zmenšuje.
Mordvinec byl např. protopop Avvakum.